# Franciscus Joannes Herman Bachg
Franciscus Joannes Herman Bachg (Groningen, 5 september 1902 – Breda, 9 augustus 1994) was een Nederlands advocaat, journalist en politicus voor de Roomsch-Katholieke Staatspartij en later na de fusie voor de Katholieke Volkspartij.
Zowel in de periode voor 1940 als in de eerste naoorlogse jaren was hij de deskundige woordvoerder middenstandszaken van de RKSP en de KVP. Hij hield zich ook bezig met justitie-aangelegenheden, was in 1945 actief in de Nederlandse Volksbeweging en bekleedde vele functies in het maatschappelijk leven.

## Vroege loopbaan en Middenstandsbond
Bachg was de zoon van de kunstschilder en MTS-docent Franciscus Hermanus Bach en is geboren en getogen in de stad Groningen. Hij volgde er middelbaar onderwijs aan het Openbaar Gymnasium te Groningen, en studeerde aan de Rijksuniversiteit Groningen Nederlands recht van 1920 tot 1923.
Van 1924 tot 1928 werkte Bachg als redacteur voor het dagblad De Maasbode, en als secretaris bij een accountantskantoor in Rotterdam, waar hij in 1927 trouwde. In 1928 werd hij directeur van het bureau van de Nederlandsche Roomsch-Katholieke Middenstandsbond in het bisdom Haarlem, wat hij tot 1951 zou blijven. Daarnaast vervulde hij diverse andere functies rond de middenstand, zo was hij lid van de Hoge Raad van Arbeid rond 1938, lid van diverse commissies en raden en was hij in ieder geval tussen 1939 en 1946 lid van de Middenstandsraad. Van 1951 tot 1961 was hij raadsadviseur bij de NRKM.
In 1944 werd hij advocaat te Den Haag.

## Politiek
In 1937 werd Bachg gekozen in de Tweede Kamer der Staten-Generaal namens de RKSP. Hij was onder meer woordvoerder voor middenstandsaangelegenheden, justitie, volksgezondheid, cultuur en de omroep. In 1940 brak de Tweede Wereldoorlog uit. Van april 1940 tot september 1942 was Bachg lid van de Staatscommissie-Van Bruggen die zich bezighield met de verzekering van kleine zelfstandigen, maar van mei 1942 tot december 1943 werd Bachg net als veel andere politici gevangengehouden in gijzelaarskamp Sint-Michielsgestel, waar hij ook betrokken was in de discussies over de vernieuwing van de Nederlandse politiek. In 1945 werd Bachg dan ook lid van de Nederlandse Volksbeweging.
Van juli tot november 1945 maakte Bachg deel uit van de Nationale Advies Commissie, een adviescollege voor de samenstelling van de Voorlopige Staten-Generaal.
Bachg bekleedde na de Oorlog diverse voorzitterschappen van Tweede Kamercommissies. Zo was hij voorzitter van de Commissie voor de Verzoekschriften (1946 - 1948), van de begrotingscommissie voor Economische Zaken (1947 - 1948), de vaste Commissie voor de Middenstand (1948 - 1949; 1950 - 1952) en zat hij de commissies voor die gingen over de Wet op de Kamers van Koophandel en Fabrieken (tot 1949) en de Wet op het assurantiebemiddelingsbedrijf (tot 1951).
In 1952 werd de KVP wederom een van de grootste partijen, maar verloor wel twee zetels en haar voorsprong. Bachg werd niet herkozen. In 1956 keerde Bachg terug in de Kamer, nadat de KVP er weer enkele zetels had bijgewonnen. In 1957 behoorde hij nog wel tot de minderheid van de KVP-fractie die tegen de Deltawet stemde.
In 1959 stond Bachg achttiende op de Westelijke KVP-kandidatenlijst, maar legde het tegen Karel van Rijckevorsel af op voorkeurstemmen. In mei, enkele maanden later, mocht hij alsnog toetreden tot de Kamer na de vorming van Kabinet-De Quay, maar dat weigerde hij.

## Buiten de politiek
Na de oorlog werd Bachg lid van diverse raden van toezicht en besturen - zo was hij lid van de Commissie voor de Bedrijfsregeling, lid van de RvT van de Rijksverzekeringsbank (~1948) en lid van de Centrale Commissie voor de Statistiek (in ieder geval 1955 - 1970) en de Persraad (~1959). Tot 1972 was hij daarbij ook lid van het College van Beroep voor het bedrijfsleven.
In 1950 werd Bachg benoemd tot Ridder in de Orde van de Nederlandse Leeuw. Daarnaast was hij Commandeur in de Orde van Sint Silvester en sinds 1951 Ridder in de Orde van H. Gregorius de Grote.
- Biografisch Portaal: 36800350
- Parlement.com: vg09lkxm2pt7